# NGC 80
NGC 80 (również PGC 1351 lub UGC 203) – galaktyka eliptyczna (E-S0), znajdująca się w gwiazdozbiorze Andromedy. Odkrył ją John Herschel 17 sierpnia 1828 roku.